# Серед добрих людей (фільм)
«Серед добрих людей» (рос. «Среди добрых людей») — радянський художній фільм, соціальна драма, знятий в 1962 році режисерами Євгеном Брюнчугіним і Анатолієм Буковським на Кіностудії ім. О. Довженка. Екранізація однойменної повісті Юрія Збанацького. Прем'єра фільму відбулася 26 листопада 1962 року.

## Сюжет
Фільм розповідає про долю російської дівчинки, яка загубилася під час Німецько-радянської війни. Для малятка Тані війна почалася з того, що вона втратила матір. Дівчинка загубилася в шаленому вирі подій. Доля послала їй іншу маму. Дворічну дівчинку незабаром знайшла українська жінка Михайлина і взяла до себе, не сумніваючись у тому, що вона зможе стати їй справжньою матір'ю. Назвала її Наташею. Саме так зрозуміла Михайлина дитячий лепет. З цього часу у Михайлини з'явилася дочка. Тепер це єдина її радість і втіха, адже син українки загинув.
Закінчилася війна, потроху люди приходять до тями від втрат, поступово починається мирне життя. Михайлина не натішиться на прийомну дочку-відмінницю, виховану і ввічливу. А десь горе розриває серце справжньої матері, жінки, у якої війна відібрала все. І якщо про чоловіка і старшу дочку вона знає, що вони точно загинули, то про молодшу не знає нічого. Але надія залишається і вона продовжує шукати свою дитину…

## У ролях
- Віра Марецька —  Михайлина Іванівна Ясинь
- Софія Павлова —  Ольга Дмитрівна
- Іра Міцик —  Наташа Ясинь, прийомна дочка Михайлини
- Юра Леонтьєв —  Роман
- Люда Забродська —  Магда Залевська
- Борис Борисьонок —  Микита Панасович Марцинюк
- Юрій Крітенко —  Василь Свиридович Тихонюк, старший піонервожатий
- Ніна Антонова —  Ярошко
- Оксана Служенко —  Таня
- Неоніла Гнеповська —  Анна Петрівна, лікар
- Леонід Данчишин —  епізод
- Софія Карамаш —  мати Магди
- Ольга Ножкина —  мати Роми
- Ганна Ніколаєва —  Ганна Тимофіївна, хвора
- Наталія Наум —  медсестра
- Андрій Подубинський —  Якоб, син Михайлини
- Микола Рушковський —  Аркадій, чоловік Ольги
- Микола Талюра —  епізод
- Володимир Волков —  полонений
- Олександр Толстих —  полонений
- В'ячеслав Воронін —  німець-конвоїр
- Вітольд Янпавліс —  німець-конвоїр (немає в титрах)
- Василь Фущич —  німець-конвоїр
- Варвара Чайка —  Мотря, тітка Роми
- Борис Болдиревський —  епізод (немає в титрах)
- Павло Шкрьоба —  епізод (немає в титрах)

## Знімальна група
- Сценарист — Юрій Збанацький
- Режисери-постановники: Євген Брюнчугін, Анатолій Буковський
- Оператор-постановник: Валентина Тишковець
- Художники-постановники: Анатолій Мамонтов, Віктор Мігулько
- Композитор: Герман Жуковський
- Звукооператор: Ніна Авраменко
- Текст пісні: Олекси Новицького
- Режисер: Іван Левченко
- Асистент режисера: А. Хор'яков
- Режисер монтажу: І. Карпенко
- Художник по костюмах: Галина Нестеровська
- Художник по гриму: Е. Шайнер
- Декорації: Володимира Цирліна
- Комбіновані з'омки: оператор — Ірина Трегубова, художник — Г. Лукашов
- Редактор: Надія Орлова
- Державний симфонічний оркестр УРСР, диригент — Веніамін Тольба
- Директор картини: Тетяна Кульчицька